# هیلاری وستون
هیلاری مری وستون، (née فرین؛ ۱۲ ژانویه ۱۹۴۲–۲ اوت ۲۰۲۵) بازرگان و نویسنده ایرلندی-کانادایی بود که از سال ۱۹۹۷ تا ۲۰۰۲ به عنوان بیست و ششمین فرماندار کل انتاریو خدمت کرد. وستون در طول دوره پنج ساله تصدی خود، بر مسائل مربوط به زنان، فعالیت‌های داوطلبانه و جوانان تمرکز کرد و توجه عموم را به افرادی که با بی‌خانمان‌ها در آسایشگاه‌ها و به عنوان مربی جوانان در معرض خطر کار می‌کردند، جلب کرد.

## زندگی‌نامه

### اوایل زندگی
او که در ۱۲ ژانویه ۱۹۴۲ در دانلیری متولد و در دوبلین، ایرلند بزرگ شد، در لورتو ابی، دالکی تحصیل کرد. او قبل از ازدواج با گالن وستون در سال ۱۹۶۶ به عنوان مدل کار می‌کرد آنها در سال ۱۹۷۱ به تورنتو نقل مکان کردند و شهروند کانادا شد. آنها دو فرزند به نام‌های الانا و گالن جونیور و پنج نوه داشتند.

### حرفه تجاری
وستون بیش از دو دهه در تجارت و صنعت مد فعالیت داشت. او به عنوان معاون رئیس هولت رنفرو، طراحی و کالاهای کانادایی را تبلیغ می‌کرد. در همین دوره، او همچنین به عنوان مدیر براون توماس و شرکا در ایرلند خدمت کرد.

### فرماندار کل انتاریو
نخست‌وزیر ژان کرتین در ۱۲ دسامبر ۱۹۹۶، وستون را به عنوان فرماندار کل انتاریو منصوب کرد. او دومین زنی بود که پس از پائولین میلز مک‌گیبون به این عنوان منصوب می‌شد. او در مراسم معارفه خود، در ۲۴ ژانویه ۱۹۹۷، اعلام کرد که حقوق سالانه ۹۲۰۰۰ دلاری خود را به خیریه اهدا خواهد کرد. تمرکز او، به عنوان بیست و ششمین فرماندار کل استان، کمک به جوانان، بهبود وضعیت زنان و ستایش فضایل کار داوطلبانه بود.

### اواخر عمر و مرگ
وستون پس از یک هفته وخامت حال، در ۲ اوت ۲۰۲۵ در ۸۳ سالگی در لندن درگذشت. او سال‌های اخیر را در آنجا زندگی کرده بود.